# 聖埃斯特萬 (奧蘭喬省)
聖埃斯特萬（西班牙語：San Esteban），是洪都拉斯的城鎮，位於該國西部，由奧科特佩克省負責管轄，面積1,953.34平方公里，海拔高度454米，2001年人口20,010，人口密度每平方公里10.24人。
15°12′N 85°45′W / 15.200°N 85.750°W